# Maria Feklistova
Maria Feklistova, née le 12 mai 1976 à Ijevsk, est une tireuse sportive russe. 

## Carrière
Maria Feklistova participe aux Jeux olympiques de 2000 à Sydney où elle remporte la médaille de bronze dans l'épreuve de la carabine 3x20 50 mètres.